# 建設工事紛争審査会

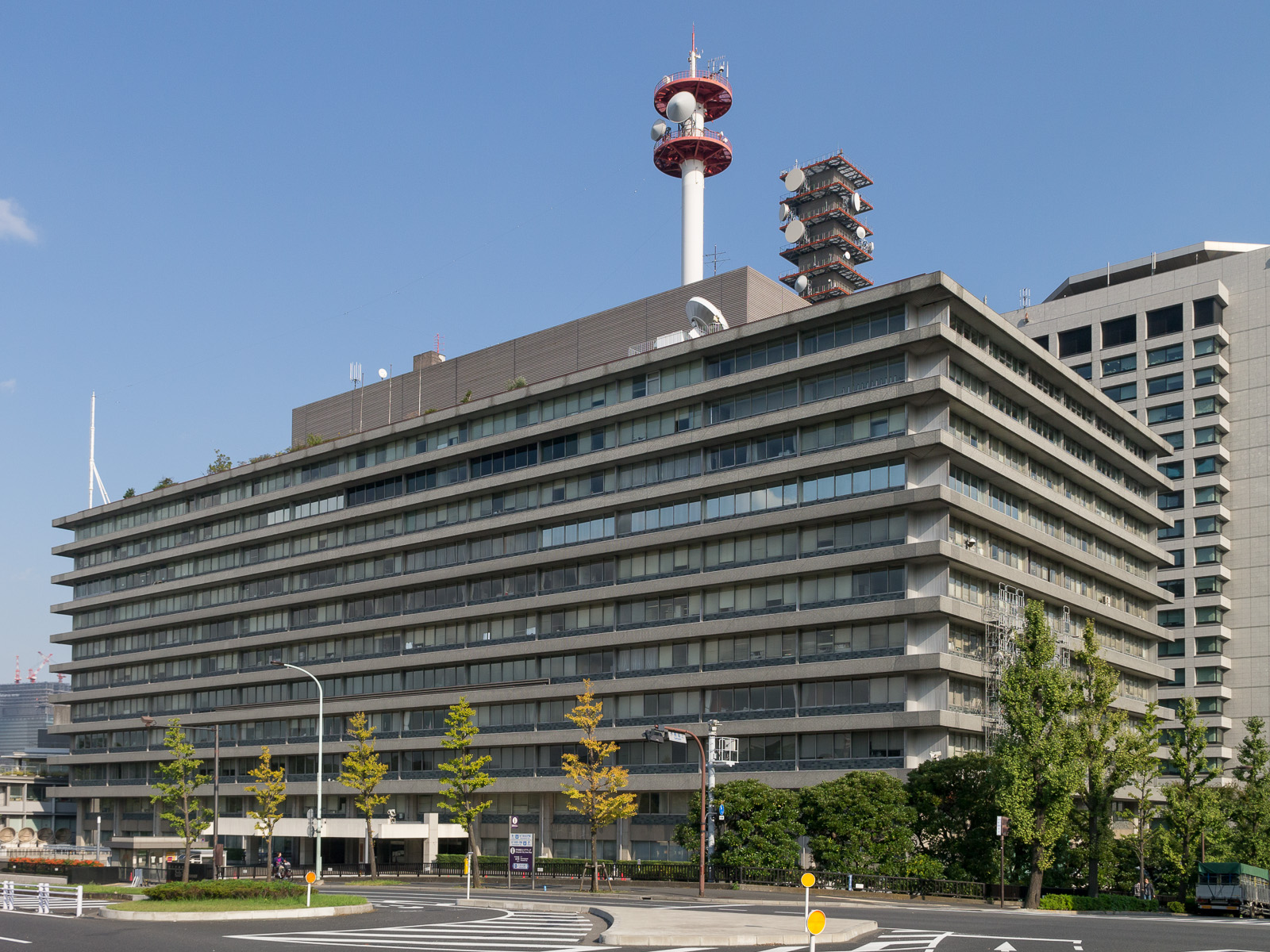
中央建設工事紛争審査会が置かれている中央合同庁舎第3号館

建設工事紛争審査会（けんせつこうじふんそうしんさかい）は、建設業法に基づき、建設工事の請負契約に関する紛争の解決を図る公的機関である。

## 概要
専門家により建設工事の請負契約に関する紛争の解決を図るため、建設業法に基づき、国土交通省に中央建設工事紛争審査会が、各都道府県に都道府県建設工事紛争審査会が設置されている。
委員及び特別委員が置かれる。委員は審査会の運営も行うが、特別委員は個別事件の処理のみ行う。いずれも任期は2年であるが、再任もされる。法律・建築・土木・電気・設備・一般の各分野の委員がいる。
あくまでも工事の瑕疵や代金未払いなど、工事請負契約をめぐる紛争の処理を行うものであり、不動産の売買や設計に関する紛争などは取り扱わない。
申請人は、あっせん、調停、仲裁のいずれかの手続を選択して申請する。ただし、仲裁の申請をするには、当事者間に仲裁の手続をとる合意があることが必要である。
なお、審査会の行う調停や仲裁の手続は、原則として非公開である。

## 審査会の管轄
各審査会が扱う紛争処理の管轄については、以下のとおり。また、当事者双方の合意によっても管轄審査会を定めることができる。

### 中央審査会
1. 当事者の双方が国土交通大臣の許可を受けた建設業者であるとき。
2. 当事者の双方が建設業者で、許可をした行政庁を異にするとき。
3. 当事者の一方のみが建設業者で、国土交通大臣の許可を受けたものであるとき。

### 都道府県審査会
1. 当事者の双方が当該都道府県の知事の許可を受けた建設業者であるとき。
2. 当事者の一方のみが建設業者で、当該都道府県の知事の許可を受けたものであるとき。
3. 当事者の双方が許可を受けないで建設業を営む者である場合で、その紛争に係る建設工事の現場が当該都道府県の区域内にあるとき。
4. 以上のほか、当事者の一方のみが許可を受けないで建設業を営む者である場合で、その紛争に係る建設工事の現場が当該都道府県の区域内にあるとき。